# Gemmabryum apiculatum
Gemmabryum apiculatum là một loài rêu thuộc họ Bryaceae. Loài này được Christian Friedrich Schwägrichen mô tả khoa học đầu tiên năm 1816.